# Meller (Rapper)
Meller, geboren als Manuel Meller (geb. vor 1990) ist ein deutscher Rapper aus Bochum.

## Biografie
Seit Mitte der 1990er ist Meller in der Hip-Hop-Szene aktiv, anfangs als Graffiti-Sprüher, ab Ende der 1990er dann auch als Rapper.  Im Keller einer alten Schusterei in Bochum wirkte er an Rap-Sessions mit, erste Auftritte fanden 2000 statt, es folgten Veröffentlichungen von Tracks auf Mixtapes lokaler DJs. 
Zudem trat er regelmäßig bei Konzerten unter anderem als Vorgruppe von Bands wie Public Enemy, Torch, Too Strong, Creutzfeld & Jakob sowie Marteria auf und stand unter anderem bei den Festivals Essen.Original. und Bochum Total auf der Bühne. Meller organisiert Veranstaltungen und Konzerte und war einer der Initiatoren der Freestyle-Rapveranstaltung Superior Session im Zwischenfall in Langendreer. Die Superior Session fand, nachdem der Zwischenfall abbrannte, in der EveBar im Bochumer Schauspielhaus und im Untergrund in Bochum statt und wird heute in der Location Die Trompete weitergeführt.
2009 veröffentlichte Meller sein Debütalbum To The Bone, welches von der Hip-Hop-Zeitschrift Juice zum Indie-Album des Monats im Dezember 2009 gekürt wurde. Im Rahmen der RUHR.2010 war Meller beim MELEZ-Festival sowie als Moderator beim Rap-Slam Slam2010 beteiligt. Meller absolvierte eine Ausbildung zum Sprecher/Synchronsprecher an der Akademie Deutsche POP in Köln. 2013 erschien das Kollabo-Album Zwischen Städten & Pyramiden zusammen mit dem Rapper Royal Black, es folgten zwei EPs mit dem Produzenten Fabba: Zu Frisch für die Zukunft (2014) und Goldene Scheisse (2014). Meller hält Workshops für Jugendliche ab, und bringt ihnen Rap, Graffiti und die Hip-Hop-Kultur näher. 2017 war Meller im Rahmen des Stückes Rapsody auf der Bühne des Bochumer Schauspielhauses zu sehen. Unter der Regie des Berliner Regisseurs Neco Çelik wurden von Meller und zwei weiteren Ruhrpott-Rappern (2Seiten und Killa Kong) die Abenteuer des Odysseus neu interpretiert. Am 17. März 2017 erschien Mellers Album Zeig Dein Gesicht als limitierte Vinyl-Edition (300 Stück) und digital. Produziert wurde das Album von dem Bochumer Produzenten AUX99, unter anderem mit Features von Rheza, Skor und Lakmann One (Witten Untouchable/Creutzfeld & Jakob). 2018 erschien am 7. April das Album Ein Knochenjob als limitierte Vinyl-Edition (300 Stück) und digital produziert von Terence Chill (Beats) und Funky Chris (Mix und Master).

## Diskografie
- 2007: Was Los Ist (EP)
- 2009: To The Bone (LP)
- 2013: Zwischen Städten & Pyramiden (LP feat. Royal Black)
- 2014: Zu frisch für die Zukunft (EP feat. Fabba)
- 2014: Goldene Scheisse (EP feat. Fabba)
- 2016: Meller on Wax Vol. 1. (EP, limitierter Vinyl Release)
- 2017: Zeig Dein Gesicht (LP, Vinyl und digital)
- 2018: Ein Knochenjob (LP, Vinyl und digital)